# Piapot
Piapot is een plaats (village) in de Canadese provincie Saskatchewan en telt 55 inwoners (2001).